# Museu de Arte de São Paulo

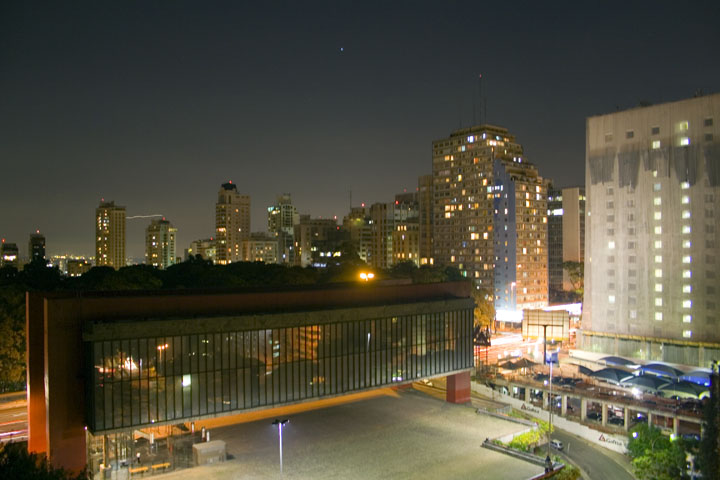
Gmach muzeum w nocy

Museu de Arte de São Paulo, MASP (pol. Muzeum sztuki w São Paulo) – galeria sztuki położona w São Paulo (Brazylia) przy Avenida Paulista. Powszechnie znane ze swej głównej siedziby, betonowo-szklanego budynku, zaprojektowanego przez Linę Bo Bardi, którego główna konstrukcja, długa na ponad 74 m, jest zawieszona nad ziemią i podtrzymywana przez dwa boczne dźwigary. Jest ona uważana za znak rozpoznawczy miasta i główny symbol nowoczesnej architektury w Brazylii.
Muzeum jest instytucją typu non-profit. Zostało powołane do życia w 1947 przez brazylijskiego polityka i prawnika Assisa Chateaubrianda i włoskiego dziennikarza i krytyka sztuki Pietro Marię Bardiego, który został pierwszym kuratorem placówki. Misją MASP jest popularyzacja sztuki i awans kulturalny społeczeństwa brazylijskiego. Było ono pierwszym brazylijskim muzeum, które zainteresowało się powojennymi tendencjami artystycznymi.
Muzeum cieszy się międzynarodową renomą dzięki swej kolekcji sztuki zachodnioeuropejskiej, uważanej za najpiękniejszą w Ameryce Łacińskiej i na całej południowej półkuli. Ma ponadto znaczący zbiór sztuki brazylijskiej, druków, rysunków jak również mniejsze kolekcje sztuki afrykańskiej i azjatyckiej, sztuki antycznej i rzemiosła artystycznego oraz innych eksponatów w liczbie ponad 8000. MASP to również jedna z największych bibliotek w Brazylii. Cała kolekcja muzeum została umieszczona na liście dziedzictwa narodowego Brazylii.
W 2007 muzeum odwiedziło 624 000 gości.

## Historia

### Kontekst ogólny
Pod koniec lat 40. XX w. gospodarka Brazylii przechodziła szerokie zmiany strukturalne, polegające na przejściu od produkcji kawy do wzrastającego uprzemysłowienia. Stan São Paulo w widoczny sposób przyciągał liczne branże przemysłowe i siłę roboczą z wielu regionów Brazylii i zza granicy, zwłaszcza miasto São Paulo zdobyło sobie pozycję jako najważniejsze centrum przemysłowe kraju.

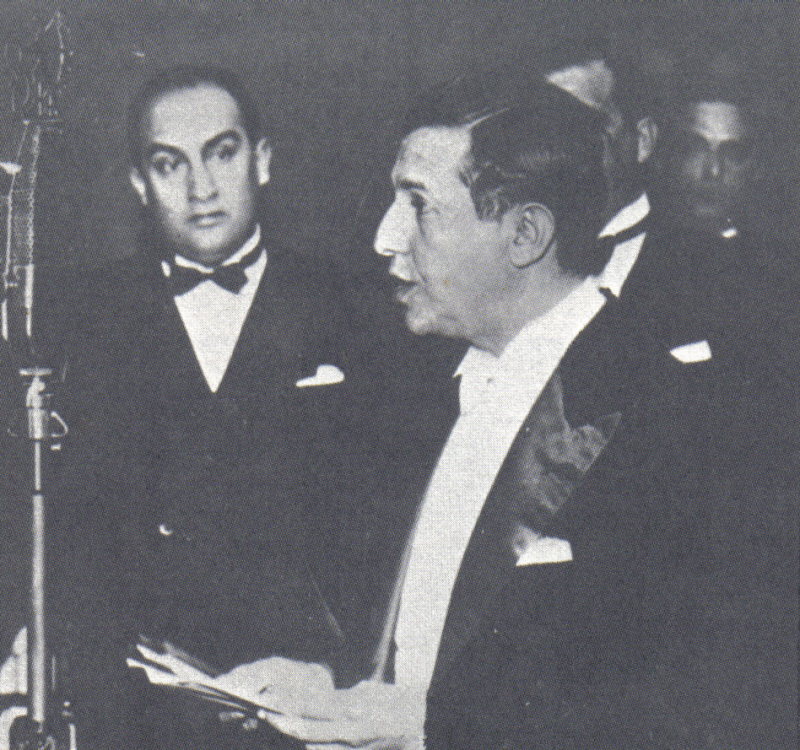
Assis Chateaubriand (1937)

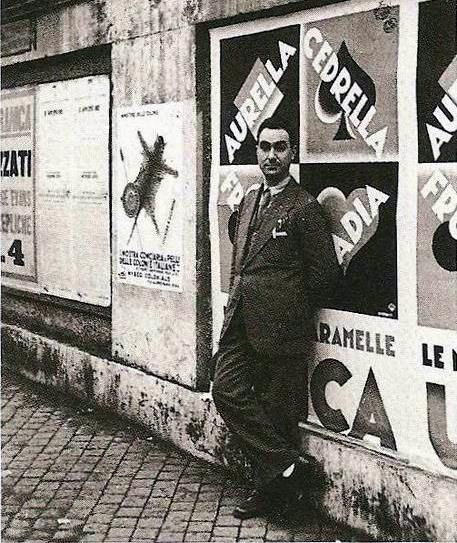
Pietro Maria Bardi

Jeśli chodzi natomiast o życie artystyczne, najważniejszym punktem odniesienia był festiwal sztuk wizualnych Semana de Arte Moderna z lutego 1922. Pomimo znaczenia, jakie to wydarzenie kulturalne zyskało w latach 20., modernizm w nadchodzących dekadach nie wzbudzał wielkiego zainteresowania ani u mieszkańców miasta ani w instytucjach. Istniało wówczas tylko jedno muzeum sztuki w São Paulo, Pinacoteca do Estado, całkowicie zorientowane na akademizm; oprócz niego działała jedna galeria komercyjna.
Assis Chateaubriand, założyciel i właściciel największego wówczas w Brazylii koncernu multimedialnego Diários Associados, był jedną z najbardziej wpływowych osobistości tamtego okresu. Obdarzony żartobliwym przydomkiem „Króla Brazylii”, miał bardzo aktywny udział w narodowych ruchach modernizacyjnych. Wspierany przez konglomerat należącej do niego prasy, Chateaubriand wywierał nacisk na brazylijskie elity polityczne i gospodarcze w celu uzyskania ich pomocy w swoich „kampaniach publicznych”. W połowie lat 40. Chateaubriand stworzył Campanha da Aviação („kampanię lotniczą”), która aktywnie gromadziła fundusze na zakup samolotów treningowych z zamiarem utworzenia w kraju solidnego lotnictwa. W rezultacie brazylijskim szkołom lotniczym podarowano ponad tysiąc samolotów.
Po zakończeniu Campanha da Aviação, Chateaubriand rozpoczął nową kampanię na rzecz skupowania arcydzieł sztuki z zamiarem utworzenia z nich na terenie Brazylii kolekcji według międzynarodowych standardów. Muzeum planował umieścić w Rio de Janeiro, ale wybrał São Paulo, w którym, jak sądził, łatwiej będzie zebrać potrzebne fundusze, ponieważ miasto to przeżywało okres bujnej prosperity. W tym samym czasie na europejski rynek sztuki głęboki wpływ wywarło zakończenie II wojny światowej, co umożliwiło nabywanie znakomitych dzieł sztuki po rozsądnych cenach.
Żeby dokonywać selekcji dzieł, Chateaubriand potrzebował pomocy eksperta. Zaprosił w tym celu włoskiego profesora, krytyka sztuki, marszanda i byłego właściciela galerii w Mediolanie i Rzymie, Pietro Marię Bardiego, żeby ten pomógł mu w utworzeniu „Muzeum Sztuki Klasycznej i Nowoczesnej”. Bardi sprzeciwił się rozróżnianiu pomiędzy gatunkami sztuki proponując po prostu „Muzeum Sztuki” ale zaproszenie Chateaubrianda przyjął. Planując kierowanie projektem tylko przez rok, Bardi miał poświęcić mu resztę swego życia. Przeprowadził się do Brazylii razem z żoną, architektką Liną Bo Bardi przywożąc ze sobą swoją bibliotekę i prywatną kolekcję sztuki.

### Pierwsze kroki (1947–1957)

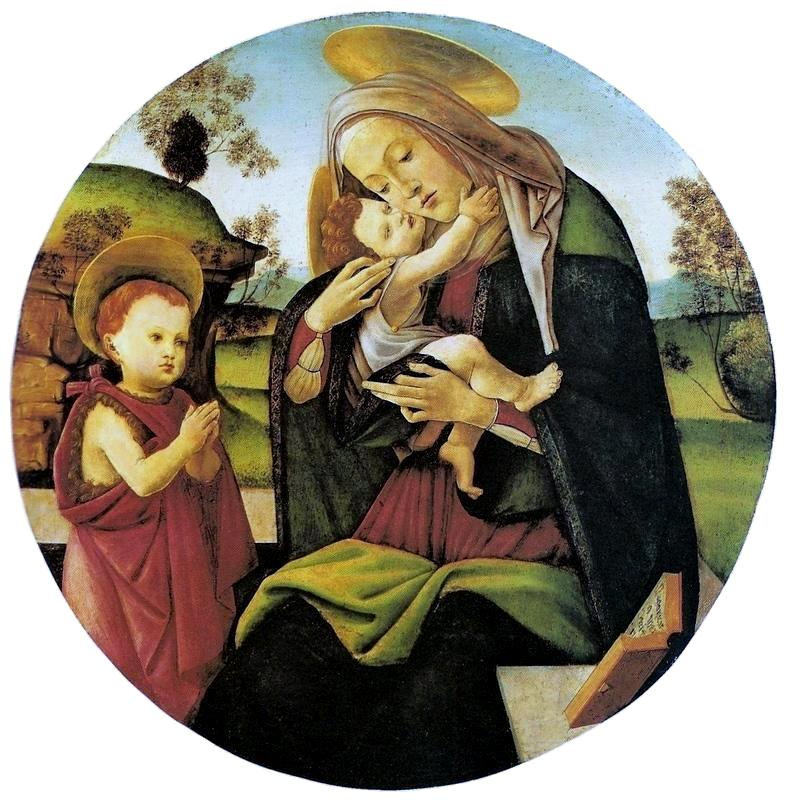
Sandro Botticelli (1445–1510), Najświętsza Maryja Panna z Dzieciątkiem i św. Janem Chrzcicielem, 1490/1500, tempera na tablicy, średnica 74 cm.

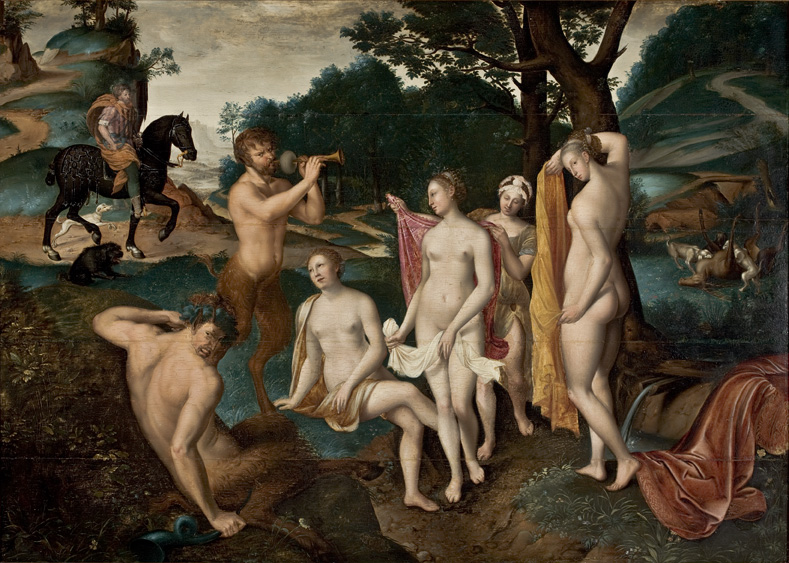
François Clouet (1510–1572), Kąpiel Diany, 1559/60, olej na drewnie, 78 x 110 cm.

2 października 1947 miała miejsce inauguracja muzeum i udostępnienie go dla publiczności; wystawiono wówczas pierwsze nabytki, wśród nich płótna Picassa i Rembrandta. W pierwszych latach działalności muzeum mieściło się na pierwszym piętrze budynku zarządu Diarios Associados. Linie Bo Bardi zlecono wykonanie adaptacji budynku na potrzeby muzeum; podzielone ono zostało na cztery różne działy: galerię sztuki, salę ekspozycji dydaktycznej obejmującej historię sztuki, salę wystaw czasowych i audytorium. MASP było pierwszą brazylijską instytucją zainteresowaną nabywaniem dzieł sztuki nowoczesnej. Muzeum szybko stało się punktem spotkań artystów, studentów i intelektualistów, przyciąganych nie tylko jego zbiorami, ale również dzięki organizowanym warsztatom i kursom historii sztuki, wystawom czasowym artystów krajowych i zagranicznych, programem edukacyjnym. Muzeum było otwarte na prezentacje z różnych dziedzin sztuki, jak teatr, kino i muzyka.
W latach 50. muzeum rozszerzyło swoją działalność dydaktyczną powołując do życia Instytut Sztuki Współczesnej (oferujący warsztaty obejmujące kursy: miedziorytu, rysunku, malarstwa, rzeźby, tańca i wzornictwa przemysłowego), szkołę marketingu Escola de Propaganda (współczesna Escola Superior de Propaganda e Marketing), organizując dyskusje na temat kina i literatury, tworząc orkiestrę młodzieżową i zespół baletowy. Kursy prowadzone były przez wybitne osobistości brazylijskiej sceny artystycznej, jak malarze Lasar Segall i Roberto Sambonet, architekci Gian Carlo Palanti i Lina Bo Bardi, rzeźbiarz August Zamoyski i reżyser, montażysta i technik filmowy Alberto Cavalcanti.
Wraz z poszerzeniem programu edukacyjnego zbiory muzealne zyskały na znaczeniu a muzeum zyskało międzynarodowe uznanie jako instytucja. W latach 1953–1957 wybór 100 dzieł sztuki z kolekcji muzealnej był prezentowany w muzeach europejskich, jak Musée de l’Orangerie w Paryżu i Tate Gallery w Londynie w serii wystaw organizowanych w celu konsolidacji zbiorów. W 1957 kolekcja była prezentowana również w USA, w Metropolitan Museum of Art w Nowym Jorku i w Toledo Museum of Art w Toledo. W roku następnym zbiory MASP były wystawiane w innych brazylijskich placówkach, jak Museu Nacional de Belas Artes w Rio de Janeiro.
Wysoki poziom artystyczny wystaw stanowił promocję muzeum przez pierwsze lata jego istnienia. Wielki rozgłos i prestiż zaowocowały wzrastającą frekwencją i zwiększonym zainteresowaniem sztukami pięknymi.

### Konsolidacja muzeum

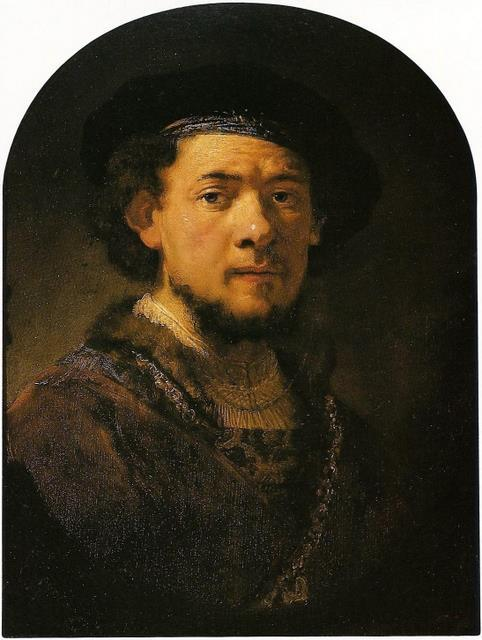
Rembrandt (1606–1669), Autoportret ze złotym łańcuchem, ok. 1635, olej na tablicy, 57 x 44 cm.

Powiększanie się ilościowe kolekcji muzealnej i jej znaczenie wymagały zbudowania budynku na siedzibę muzeum. Rada Miasta São Paulo przekazała na ten cel działkę, zajmowaną poprzednio przez budynek Belvedere Trianon, tradycyjne miejsce spotkań bogatych warstw São Paulo (wyburzony w 1951) na pierwszą siedzibę wystawy Biennale w São Paulo. Działka przy Avenida Paulista była pierwotnie przeznaczona na ratusz z zastrzeżeniem zachowania widoku na dolną część miasta i dolinę Avenida Nove de Julho.
Nowy budynek MASP to genialna koncepcja Liny Bo Bardi. W celu zachowania wymaganego widoku na dolną część miasta, Bardi zaprojektowała budynek zawieszony, podtrzymywany przez cztery potężne, równe, betonowe, prostokątne dźwigary. Ze względu na swoją specyfikę konstrukcja jest uważana za dzieło unikalne w skali światowej: budynek główny wspiera się na czterech bocznych filarach nośnych a pod nim jest wolna przestrzeń długości 74 m. Nowa siedziba muzeum, zbudowana w latach 1956–1968 została otwarta 7 listopada 1968 przez królową brytyjską Elżbietę II w trakcie jej wizyty w Brazylii.
Assisowi Chateaubriandowi nie dane było doczekać inauguracji nowego budynku muzeum; zmarł on kilka miesięcy wcześniej z powodu trombozy. Imperium medialne, które zbudował, stanęło na początku lat 60. w obliczu trudności. Wzrastające zadłużenie i konkurencja na rynku medialnym ze strony koncernu prasowego należącego do Roberto Marinho przyczyniły się do rzadkości funduszy umożliwiających gromadzenie kolekcji.
Upadek Diários Associados i śmierć ich założyciela spowodowały, że na spłatę długów zaciągniętych w zagranicznych instytucjach trzeba było uruchomić fundusze publiczne. Za rządów prezydenta Juscelino Kubitschka de Oliveiry bank Caixa Econômica Federal udzielił MASP pożyczki na pokrycie zobowiązań finansowych wobec instytucji a pożyczkę zabezpieczył na zbiorach muzeum. Później, w latach 70., zaciągnięty dług był negocjowany z rządem brazylijskim i ostatecznie został spłacony.
W 1969 Instituto do Patrimônio Histórico Artístico Nacional, IPHAN (pol. Instytut Narodowego Historycznego Dziedzictwa Artystycznego) w odpowiedzi na prośbę MASP wpisał jego zbiory na listę narodowego dziedzictwa kulturowego, w następstwie czego stały się one niezbywalne. Zbiory MASP stanowią część brazylijskiej własności publicznej, a każdorazowy ich wywóz za granicę wymaga zezwolenia ze strony IPHAN.
Pomimo problemów finansowych, z jakimi boryka się MASP, nieustannie wzrasta jego międzynarodowy prestiż. W latach 70. muzeum zdobyło rozgłos na półkuli wschodniej prezentując wybraną część swoich zbiorów w muzeach japońskich. W 1973 zbiory MASP były eksponowane w siedzibie Ministério das Relações Exteriores do Brasil (pol. Ministerstwa ds. Stosunków z Zagranicą) w Brasílii. Kolekcja MASP była ponownie wystawiana w Japonii w latach 1978/79, 1982/83, 1990/91 i 1995. W 1992 dzieła sztuki francuskiej oraz brazylijskiego malarstwa krajobrazowego były eksponowane w Museo Nacional de Bellas Artes w Santiago oraz w Biblioteca Luís Angel Aragón w Bogocie.
W 2011 Fausto Godoy, ambasador Brazylii w Indiach, przekazał MASP swoją znaczącą kolekcję sztuki i rzemiosła azjatyckiego, która, jak się mówiło, uplasowała MASP w tej samej kategorii co Metropolitan Museum of Art w Nowym Jorku, posiadające zbiory zarówno z dziedziny archeologii jak i sztuk pięknych. Już przedtem MASP znajdowało się na liście 19 najbardziej znaczących instytucji artystycznych świata, m.in. razem z paryskim Musée d’Orsay czy wspomnianym Metropolitan Museum. Na 2012 planuje się oddanie do użytku nowego skrzydła do przechowywania zbiorów muzeum.

## Budynek
Obecny budynek muzeum został zbudowany przez Radę Miejską São Paulo i otwarty w 1968, w obecności królowej brytyjskiej Elżbiety II. Zdobył on sobie sławę dzięki widocznemu brutalizmowi jego konstrukcji i jest uważany za jeden z symboli nowoczesnej architektury Brazylii. Został wybudowany na miejscu istniejącego wcześniej Belvedere Trianon przy Avenida Paulista, skąd można było oglądać przedmieścia i pobliskie góry Serra da Cantareira. Inżynier Joaquim Eugênio de Lima, który przekazał działkę pod ratusz miejski, postawił warunek, że budynek, który zostanie na niej zbudowany, nie powinien zakłócać rozległości rozciągającej się stąd panoramy widokowej.

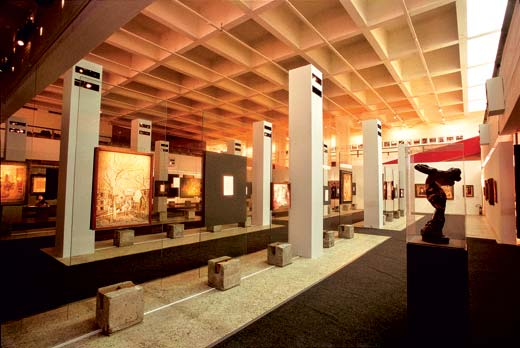
Podziemna sala wystawowa MASP

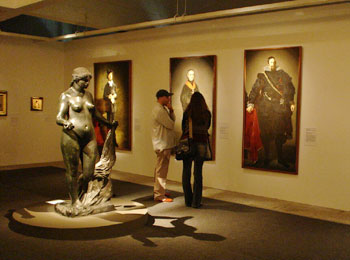
Wystawa „100 Maravilhas”

Z tego względu projekt wymagał zbudowania konstrukcji podziemnej lub zawieszonej. Architektka Lina Bo Bardi i inżynier José Carlos Figueiredo Ferraz wybrali oba rozwiązania projektując żarówo budynek podziemny jak i konstrukcję napowietrzną, zawieszoną 8 m ponad ziemią, podtrzymywaną przez 4 filary wsparte na dwóch potężnych, betonowych belkach nośnych. Znajdująca się pod nimi i pomiędzy filarami pusta przestrzeń o długości 74 m, uważana za śmiałe rozwiązanie, stanowiła największe tego typu przedsięwzięcie konstrukcyjne na świecie w tamtych czasach. Technika użyta przy wznoszeniu budynku zapoczątkowała nowy etap w zastosowaniu żelbetu w Brazylii.
W budynku muzeum na powierzchni ok. 10 000 m2 mieszczą się, obok sal wystaw stałych i czasowych, biblioteka, galerie: fotograficzna, filmowa i wideo, dwa audytoria, restauracja, magazyn, pracownie, pomieszczenia administracyjne i zaplecze techniczne. Instalacje w budynku i jego wykończenie są niewyszukane według słów samej Liny Bo Bardi:

Beton w zasięgu wzroku, pobielony wapnem, kamienne płyty pokrywające wielki Hall Civico, hartowane szkło, plastikowe ściany. Przemysłowa czarna okładzina gumowa pokrywająca wnętrza pomieszczeń. Belvedere to przestrzeń z roślinami i kwiatami wokół, utwardzona płytami równoległościennymi, zgodnie z tradycją iberyjsko-brazylijską. Są tu także tereny wodne, małe baseny wodne z roślinami wodnymi.

 Nie szukałam piękna. Poszukiwałam wolności .

W 2003 również ten budynek został wpisany przez IPHAN na listę narodowego dziedzictwa Brazylii.
W części muzealnej Lina Bo Bardi również zastosowała innowacyjne rozwiązanie używając płyt z hartowanego szkła wspartych na betonowych podstawach służących do ekspozycji obrazów. Zamysłem projektantki było tu naśladowanie pozycji płócien rozpiętych na sztalugach malarskich. Na odwrotnych stronach tych podpór, obecnie już nieużywanych, widniały tabliczki informacyjne o twórcy danego malowidła. Paradoksalnie, muzeum zrezygnowało z tego sposobu ekspozycji dziel w tym samym czasie, kiedy, pod koniec lat 90., zaczął on być widoczny i stosowany w zagranicznych placówkach.
W latach 1996–2001 ówczesny zarząd muzeum podjął rozległe i kontrowersyjne zmiany. Oprócz niezbędnej restauracji generalnej struktury budowli architekt i były dyrektor muzeum, Julio Neves zarządził wymianę pierwotnej posadzki zaprojektowanej przez Linę Bo Bardi, zainstalowanie drugiej windy, zbudowanie trzeciej podziemnej kondygnacji, zamianę wodnych basenów na klomby kwiatowe. Wielu architektów stawiało zarzut, iż przeprowadzone zmiany spowodowały gruntowne zniekształcenie pierwotnego projektu Liny Bo Bardi.

## Zbiory

### Początek zbiorów

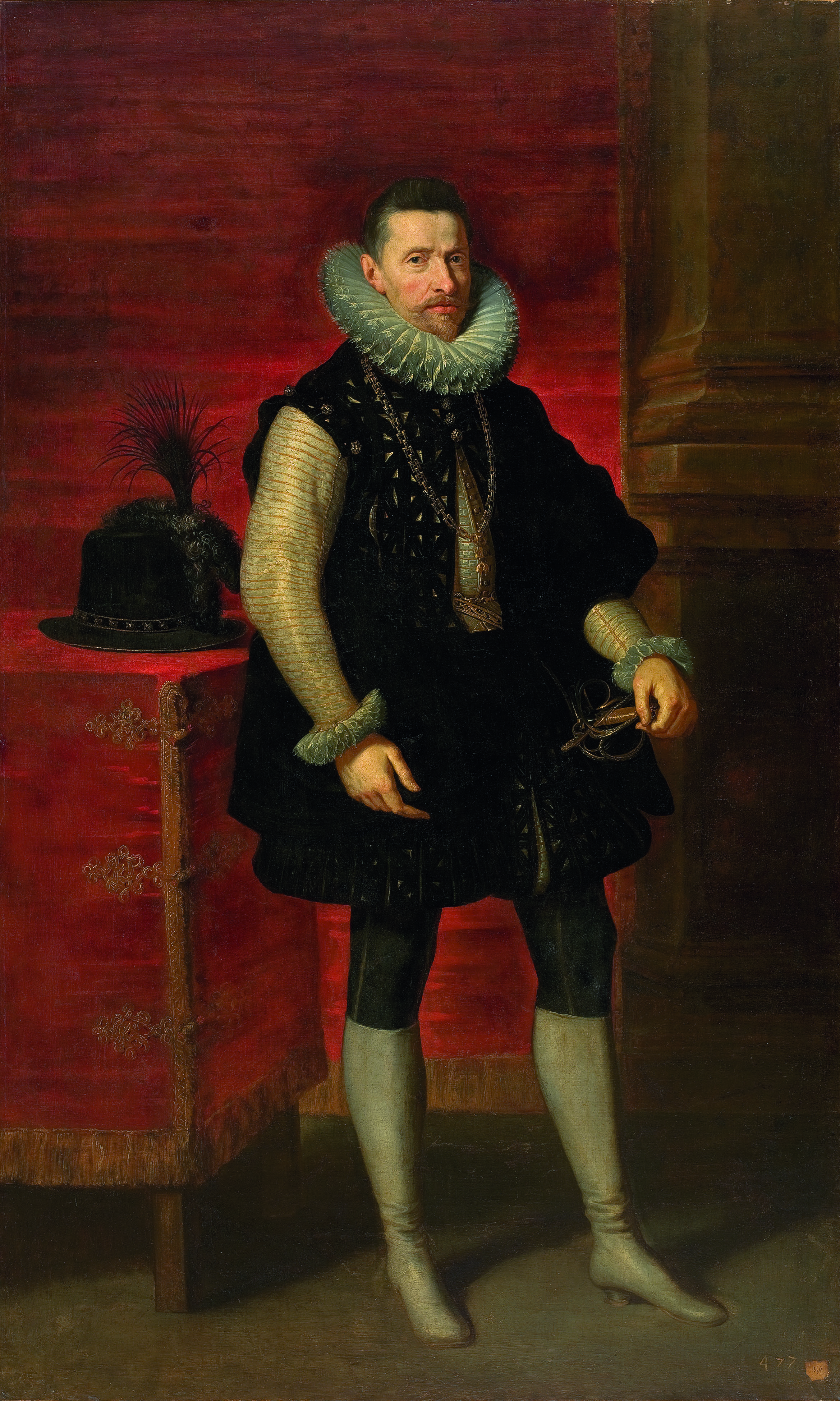
Peter Paul Rubens (1577-1640), Portret Alberta VII, arcyksięcia Austrii, ok. 1615/32, olej na płótnie, 200 x 118 cm.

Podstawowy zasób kolekcji został zgromadzony w latach 1947–1960. Pietro Maria Bardi, były właściciel komercyjnych galerii w Mediolanie i Rzymie, otrzymał zadanie wyszukania i doboru dziel sztuki, które mogłyby być zakupione, podczas gdy Chateaubriand miał zająć się sprawą donacji i sponsorów, którzy podzielali jego marzenie o stworzeniu w Brazylii muzeum na międzynarodowym poziomie. Chociaż miało miejsce wiele spontanicznych donacji, Chateaubriand zdobył sobie sławę człowieka używającego śmiałych metod perswazji. Mając wsparcie swego konglomeratu prasowego Diários Associados, omawiał z prezenterami zbiórkę swoich funduszy. Po ich uzyskaniu obdarzał donatorów tytułem patrona, a z okazji każdego nowego zakupu wydawał bankiet, wygłaszał przemowy, urządzał nawet parady studentów na ulicach São Paulo, jak to miało miejsce z okazji nadejścia obrazu van Gogha Uczeń (Kamil Roulin).
II połowa lat 40. była pomyślna dla międzynarodowego rynku sztuki – II wojna światowa dobiegła końca i można było nabyć wiele cennych dzieł a Brazylia przeżywała okres prosperity uniezależniając się stopniowo od rynków międzynarodowych, ponieważ trwająca wcześniej w Europie wojna wymusiła rozwój własnego przemysłu. Dzieła sztuki były na ogól skupowane na aukcjach w domach aukcyjnych takich jak Christie’s, Marlborough, Sotheby’s, Knoedler, Seligman and Wildenstein.
Śmiałe metody, dzięki którym Chateaubriand finansował powstającą kolekcję, miały wielu krytyków. Inni z kolei wskazywali na fakt, iż muzeum nabywa dzieła sztuki bez potwierdzenia ich autentyczności. Wrażenie to było wywołane tym, iż MASP było wówczas jednym z największych kupców na rynkach światowych. W przeciwieństwie do innych instytucji, których zakupy były uzależnione od zatwierdzenia ich przez rady kustoszy, MASP nabywało eksponaty szybko, często drogą telegraficzną. Dzięki tej zręczności muzeum było w stanie zgromadzić cenne dzieła sztuki, przelicytowując nawet prywatnych kolekcjonerów czy instytucje o wielkiej renomie i większych od niego zasobach finansowych.
W końcu lat 60. Diários Associados, konglomerat prasowy Chateaubrianda stanął w obliczu trudności finansowych, zmagając się z rosnącym zadłużeniem i konkurencją ze strony rywala na rynku mediów, Roberto Marinho. Finansowe kłopoty Diários Associados spowodowały załamanie się finansów muzeum. Z tego powodu, po 13 latach wielkich zakupów, muzeum powiększało swoje zbiory tylko poprzez spontaniczne darowizny ze strony artystów, firm i kolekcjonerów prywatnych.

### Przegląd kolekcji
Zbiory Museu de Arte de São Paulo są uważane za największe i najbardziej kompleksowe zbiory sztuki zachodniej w Ameryce Łacińskiej i na całej półkuli południowej. Wśród 8000 eksponatów wyróżnia się kolekcja europejskiego malarstwa, rzeźby, rysunku, miedziorytu i rzemiosła artystycznego. Szeroko reprezentowana jest sztuka francuska i włoska, stanowiące podstawowy trzon kolekcji. Po nich idzie sztuka hiszpańska, portugalska, flamandzka, holenderska, angielska i niemiecka. Muzeum posiada również znaczącą kolekcję sztuki brazylijskiej i tzw. Brasiliana, które świadczą o rozwoju sztuki brazylijskiej od XVII w. do czasów współczesnych. W ramach sztuki zachodniej muzeum posiada ważne zbiory sztuki latyno- i północnoamerykańskiej. W mniejszej skali reprezentowane są reprezentatywne dzieła sztuki z różnych epok z kultur niezachodnich, jak afrykańska czy azjatycka, a także poszczególne eksponaty sztuki starożytnej: egipskiej, etruskiej, greckiej i rzymskiej oraz przedmioty kultury materialnej prekolumbijskiej i średniowiecznej sztuki europejskiej.

#### Główne atrakcje
- Sztuka włoska: Rafael, Botticelli, Mantegna, Giovanni Bellini, Tycjan, Tintoretto, Perugino, Piero di Cosimo, Guido Reni, Guercino.
- Sztuka francuska: François Clouet, Poussin, Nattier, Delacroix, Courbet, Manet, Monet, Renoir, Degas, Cézanne, Toulouse-Lautrec.
- Sztuka niderlandzka, flamandzka i holenderska: Hieronymus Bosch, Hans Memling, Quentin Matsys, Peter Paul Rubens, Rembrandt, Frans Hals, Antoon van Dyck, Jan van Dornicke, Vincent van Gogh.
- Sztuka niemiecka: Lucas Cranach starszy.
- Sztuka angielska: Reynolds, George Romney, Constable, Gainsborough, Turner.
- Sztuka współczesna: Picasso, Léger, Modigliani, Matisse, Chagall, Max Ernst, Salvador Dalí, Joan Miró, Andy Warhol, Jim Dine.
- Sztuka brazylijska: Frans Post, Nicolas Antoine Taunay, Tarsila do Amaral, Candido Portinari, Emiliano Di Cavalcanti, Anita Malfatti, Lasar Segall.
- Sztuka latynoska i północnoamerykańska: Joaquín Torres García, Diego Rivera, David Alfaro Siqueiros, Alexander Calder, Gilbert Charles Stuart.

Muzeum posiada ponadto niewielkie kolekcje fotografii, kostiumów i tekstyliów, zbiory kiczu, itp.

## Włamania do muzeum

### Pierwsza próba
29 października 2007 dwaj mężczyźni obezwładnili strażników muzealnych, po czym usiłowali dostać się na piętro muzeum, gdzie znajdowały się obrazy przewidziane przez nich do kradzieży. Obaj jednak uciekli niczego nie zabierając.

### Druga próba
20 grudnia 2007, ok. godz. 5:00 nad ranem trzej napastnicy przedostali się do wnętrza muzeum i zabrali dwa obrazy, zaliczane do najcenniejszych: O lavrador de café, Cândido Portinari i Portret Suzanne Bloch Picassa. Cała akcja zajęła im ok. 3 minut.
Szacunkowa wartość skradzionych malowideł wynosiła ok. 120 milionów reali (ok. 70 milionów dolarów). Zbiory muzealne nie są ubezpieczone a w czasie kradzieży nie było czujników ruchu w galeriach. Kamery bezpieczeństwa zarejestrowały jedynie niewyraźne obrazy uczestników włamania, ponieważ brakowało im czujników podczerwieni.
8 stycznia 2008 policja stanu São Paulo odnalazła oba skradzione obrazy w mieście Ferraz de Vasconcelos (aglomeracja São Paulo). Nie ujawniono nazwisk podejrzanych o włamanie. Po tym incydencie dyrektor MASP obiecał poprawę stanu bezpieczeństwa muzeum.

## Galeria

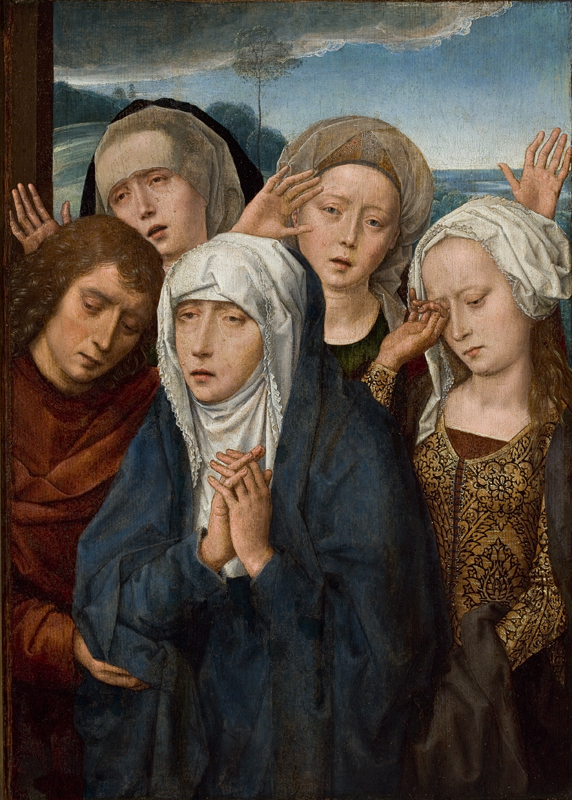
Hans Memling (1435-1494), Maryja w żałobie ze św. Janem i pobożnymi niewiastami z Galilei (1485/90)
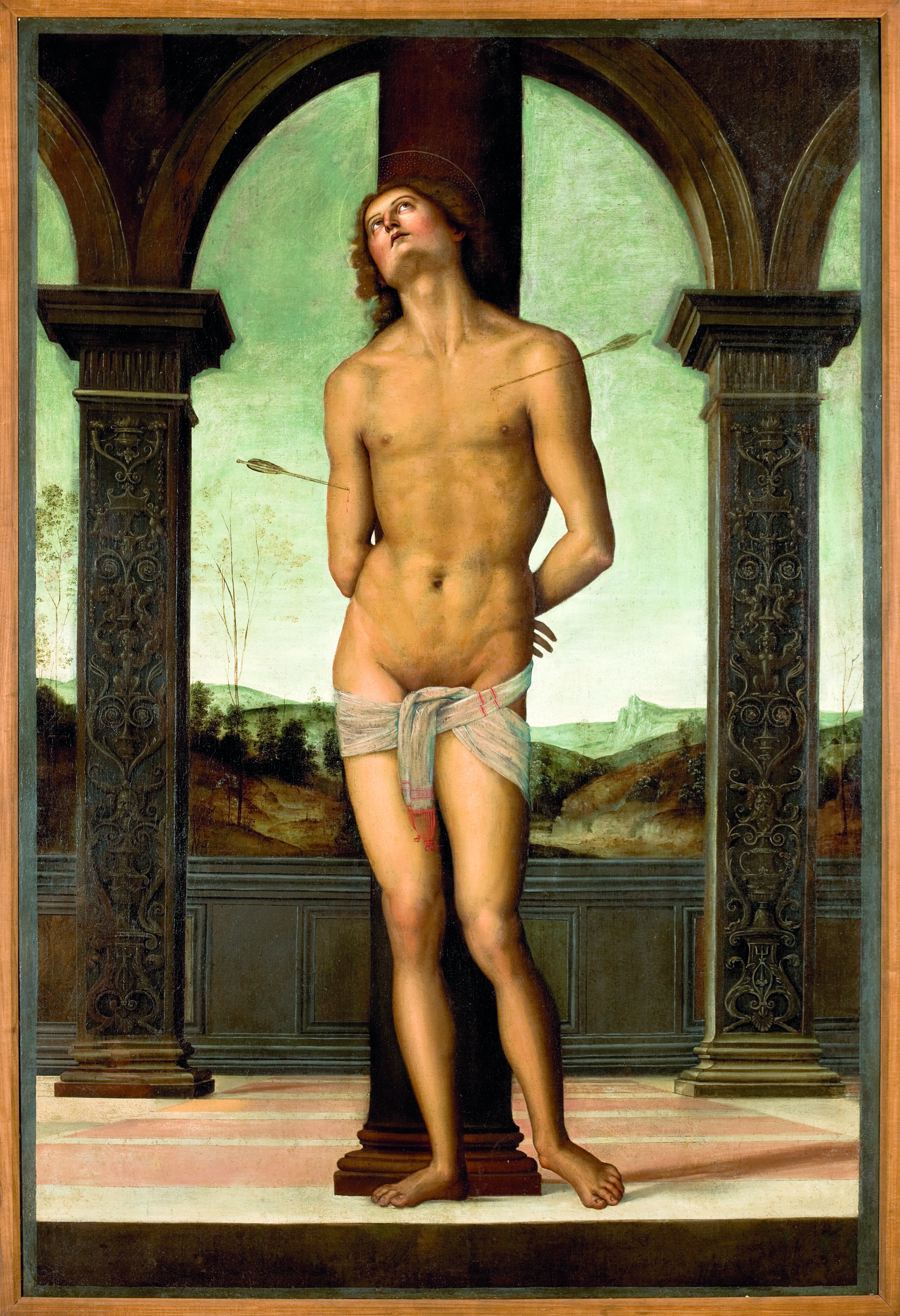
Pietro Perugino (1447/49-1523), Św. Sebastian przywiązany do kolumny (ok.1500/10)
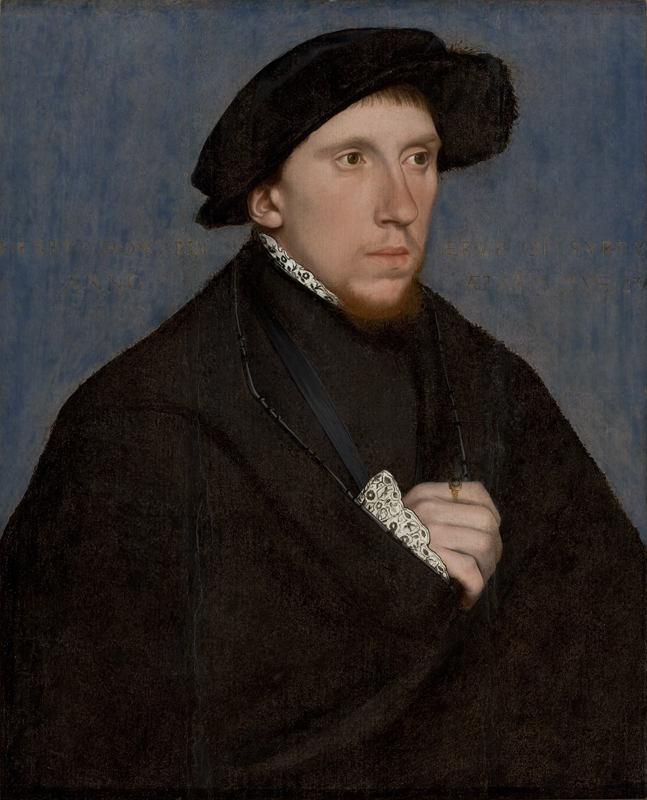
Hans Holbein (1497-1543), Poeta Henry Howard, hrabia Surrey (ok. 1542)
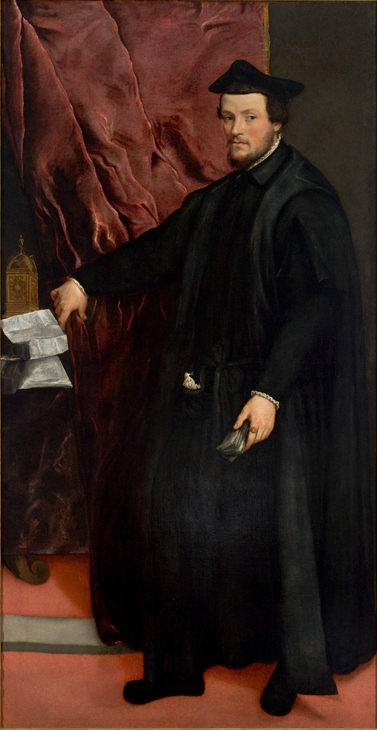
Tycjan (1488/90-1576), Portret kardynała Cristoforo Madruzzo (1552)
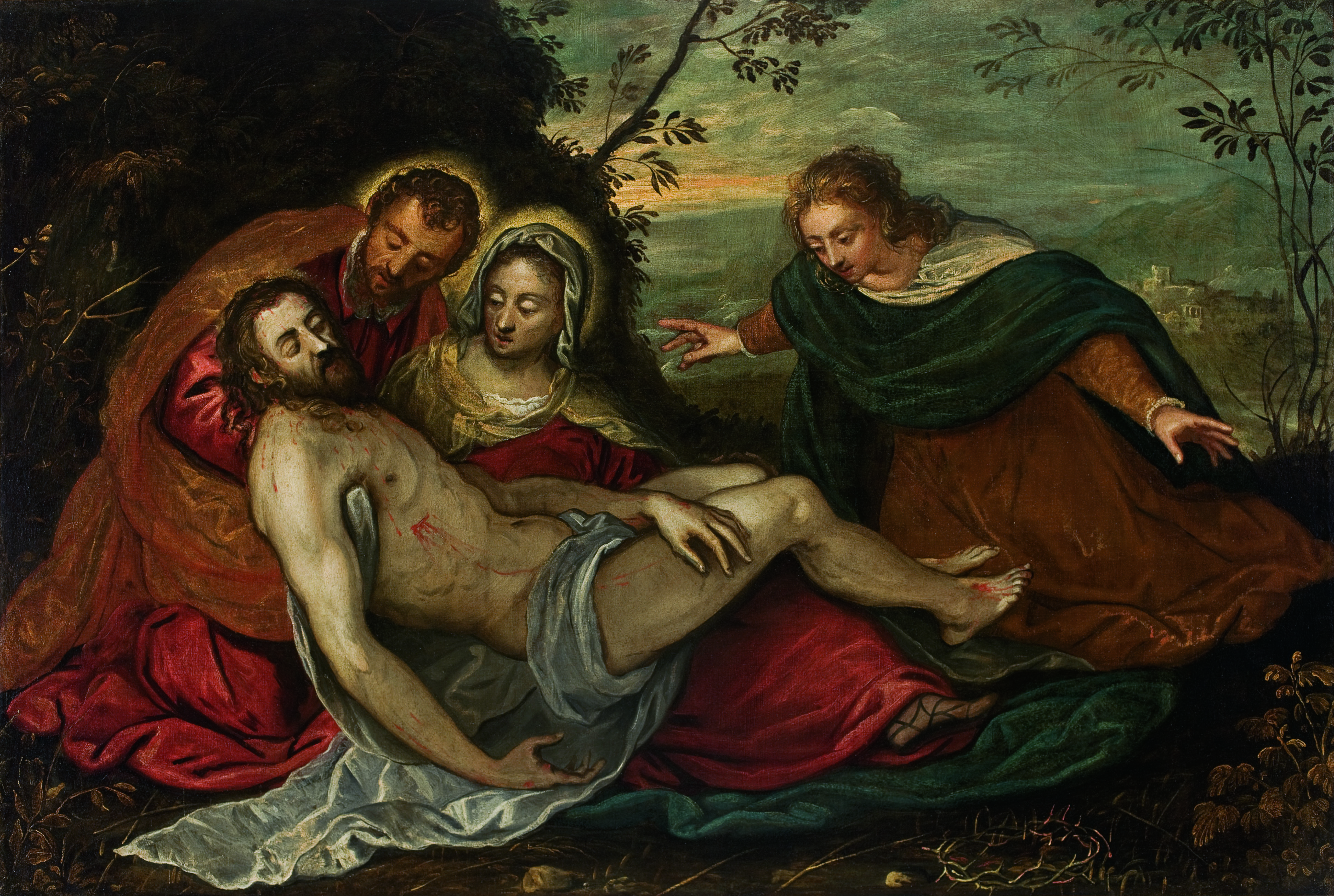
Tintoretto (1518-1594), Pietà (1560/65).
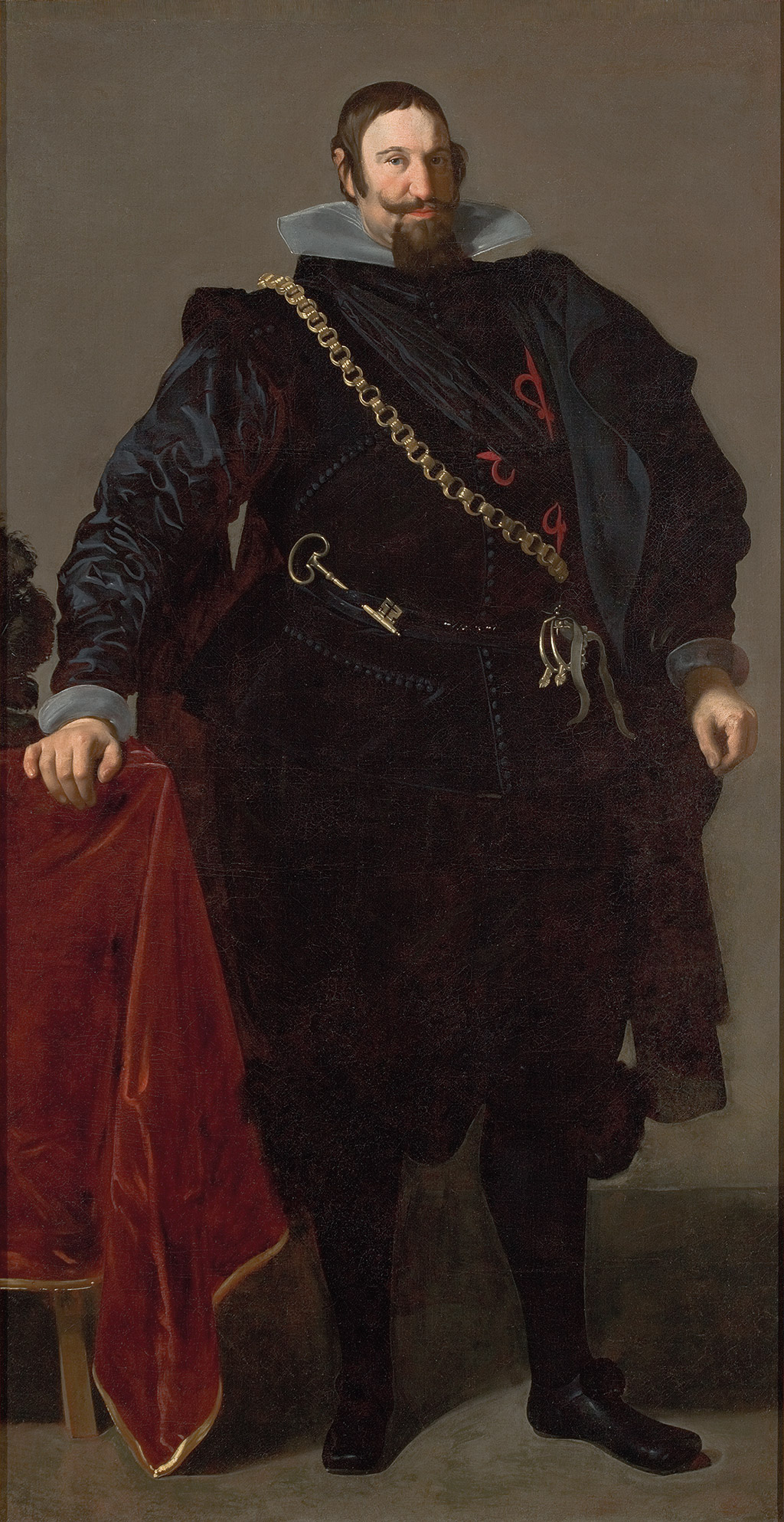
Diego Velázquez (1599-1660), Portret hrabiego księcia de Olivares (1624)
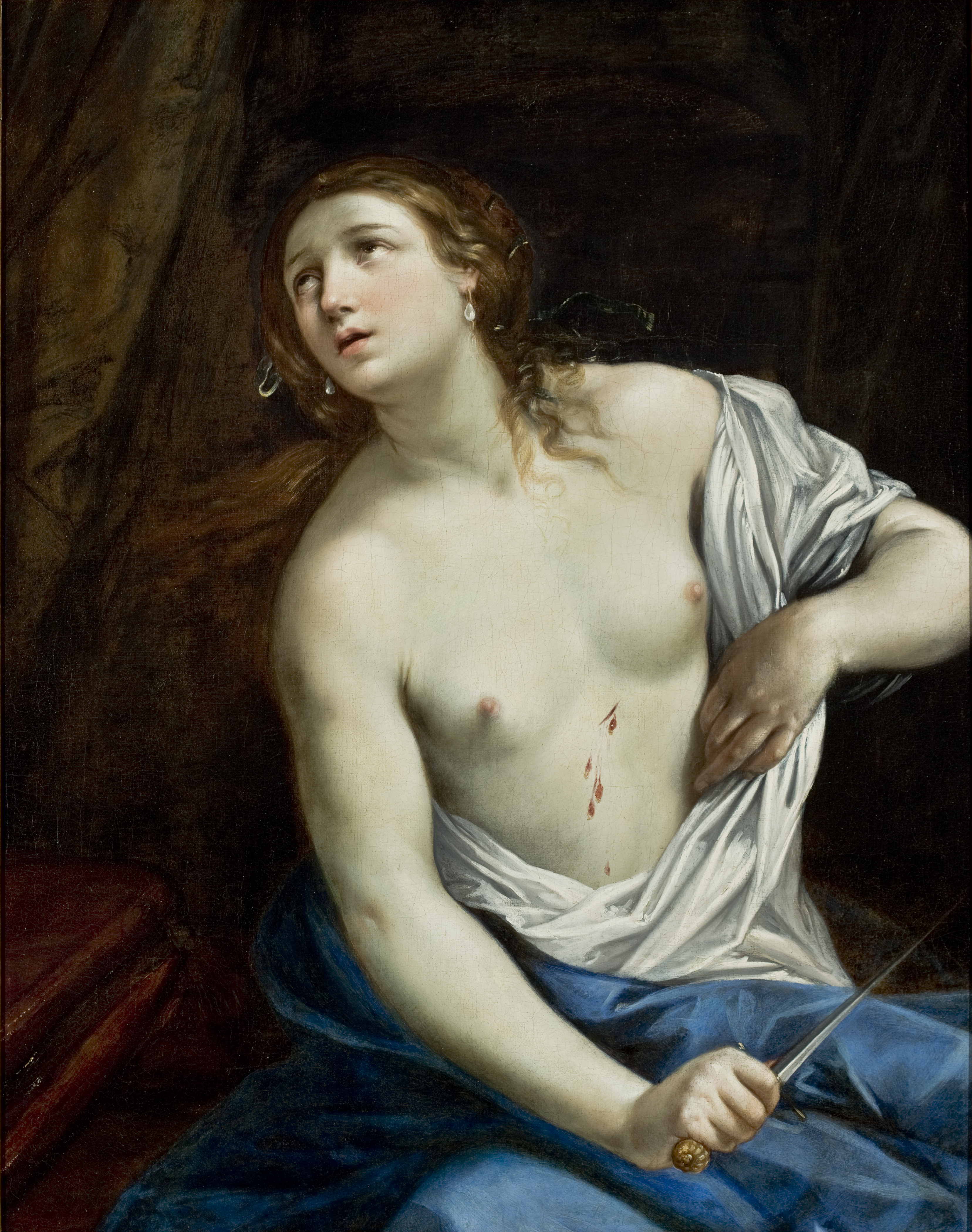
Guido Reni (1575-1642), Zabójstwo Lukrecji (1625-40)
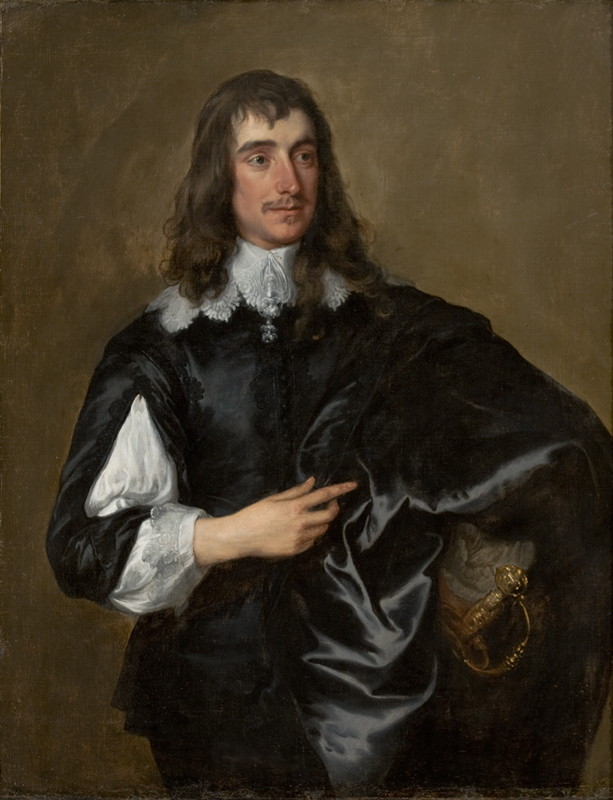
Antoon van Dyck (1599-1641), Portret Williama Howarda (1638/40)
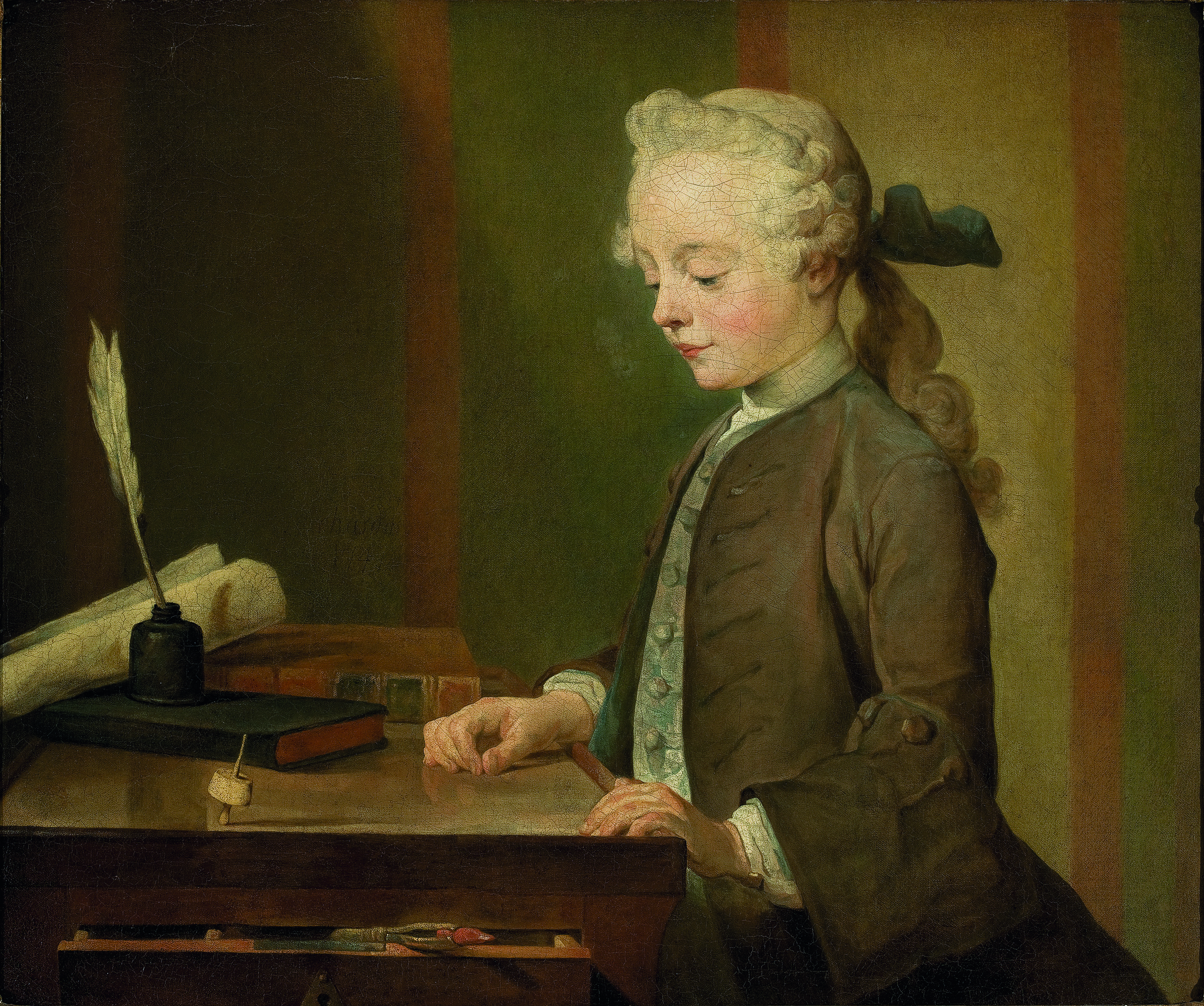
Jean-Baptiste Siméon Chardin (1699-1779), Portret Auguste’a Gabriela Godefroy (1741)
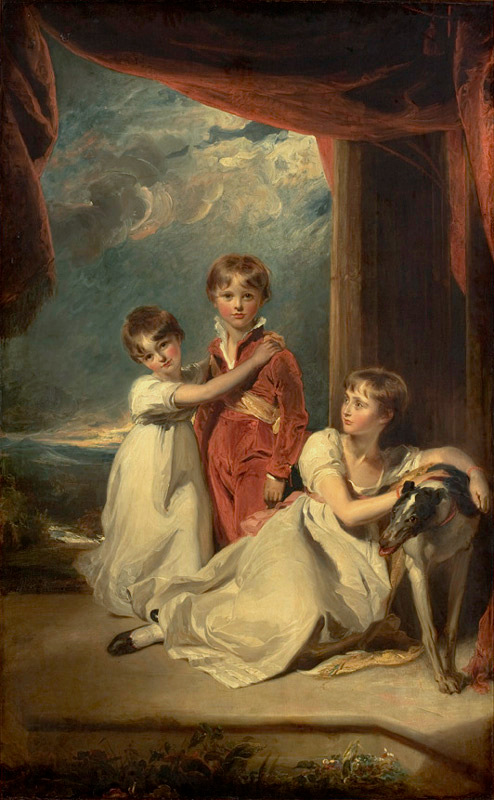
Thomas Lawrence (1769-1830), Synowie Sir Samuela Fludyera (1806)
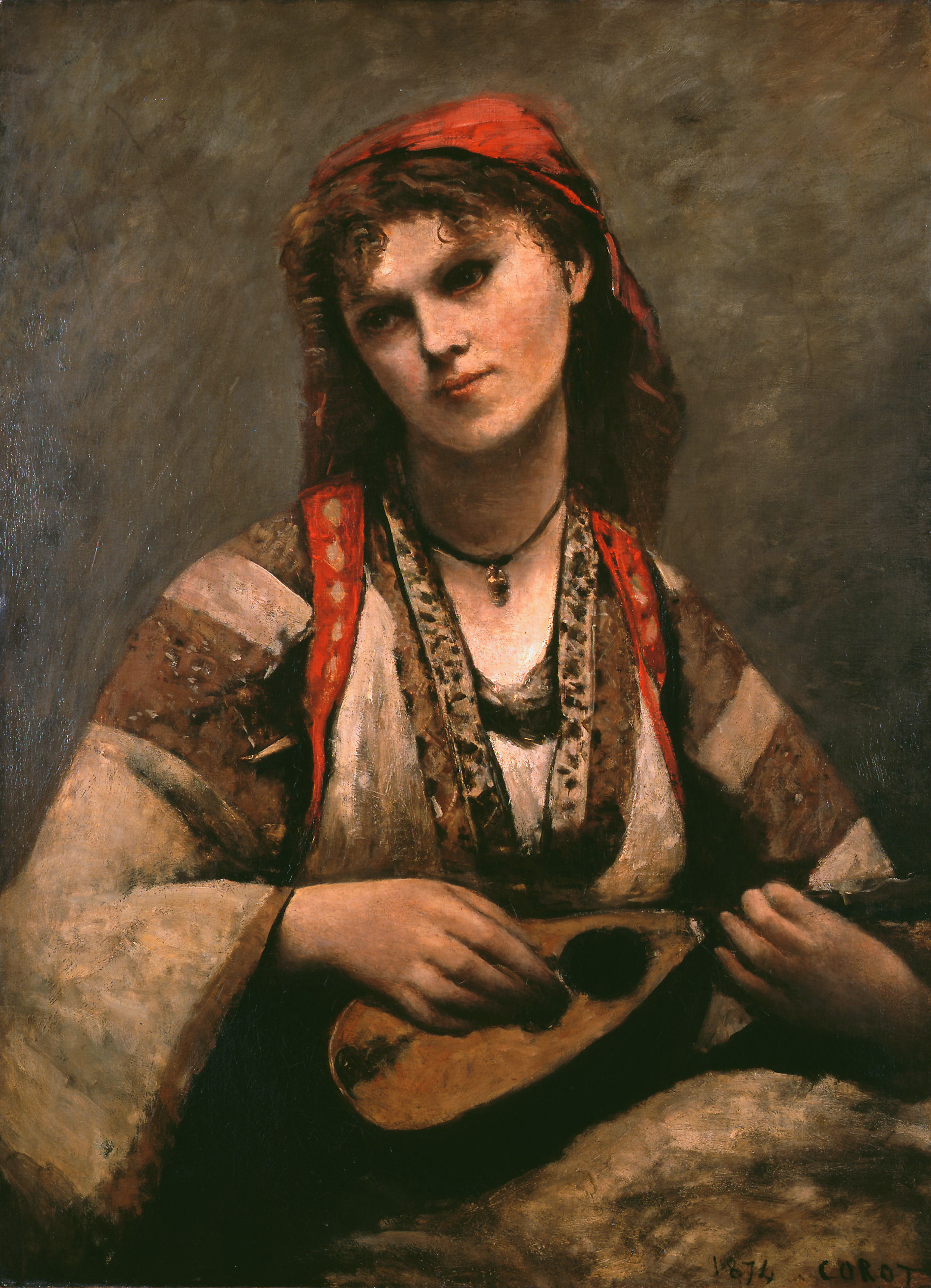
Jean Baptiste Camille Corot (1796-1875), Cyganka z mandoliną (1874)
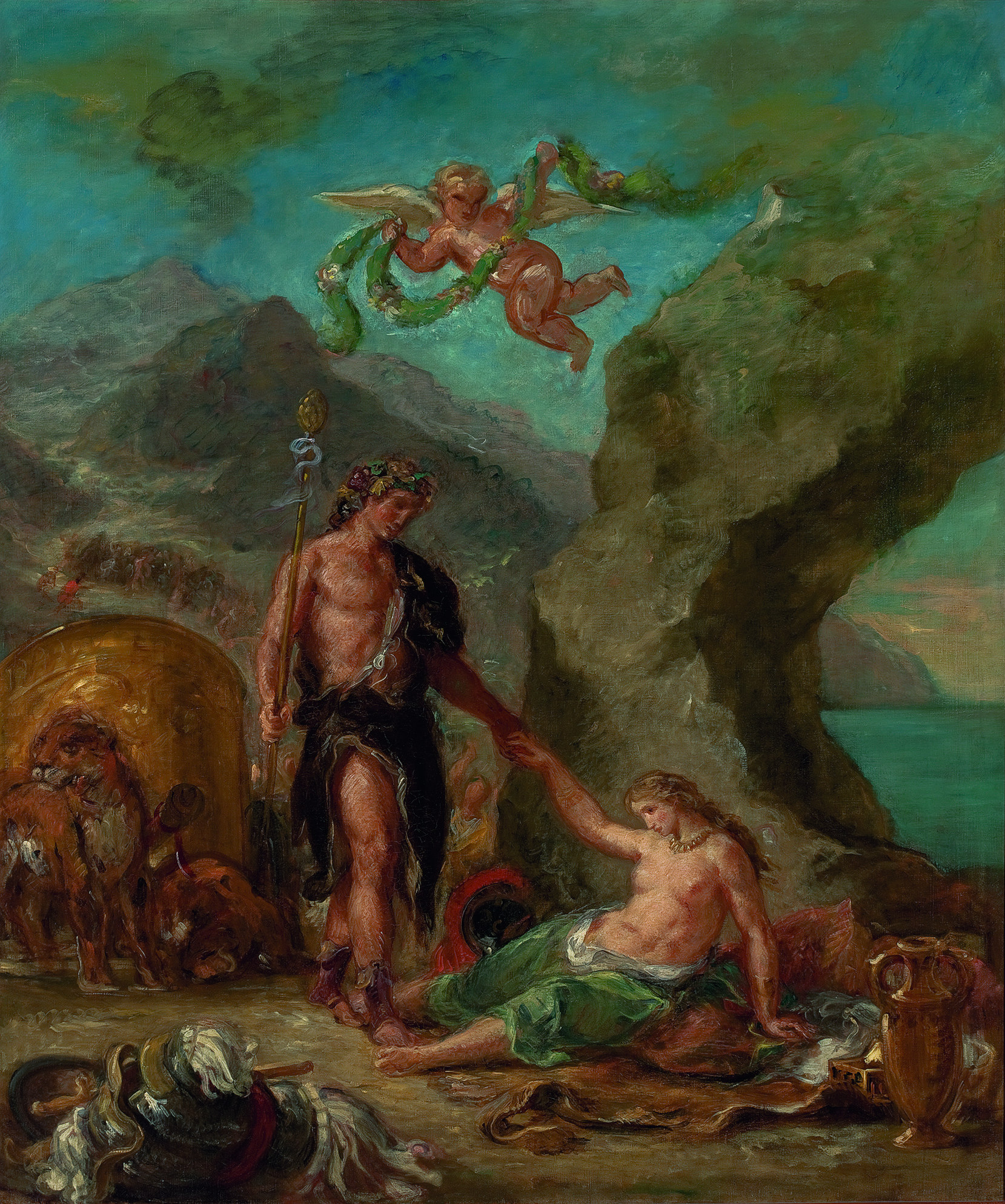
Eugène Delacroix (1798-1863), Jesień – Bachus i Ariadna (1856/63)
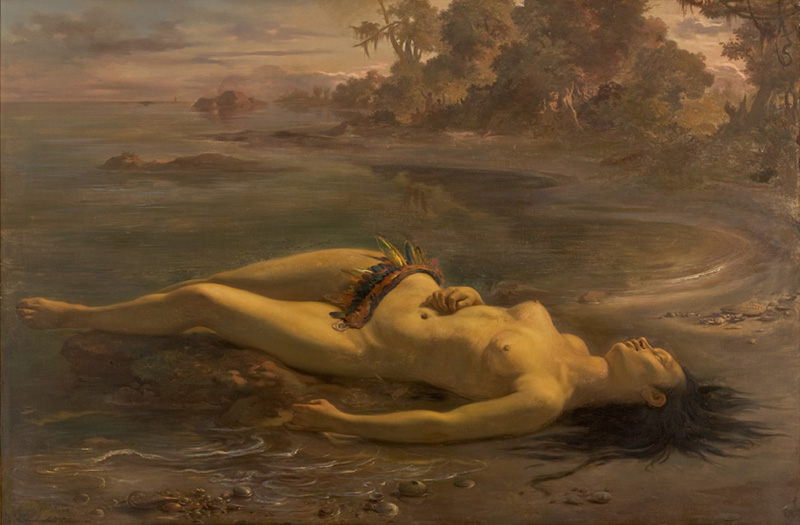
Victor Meirelles (1832-1903), Moema (1866)
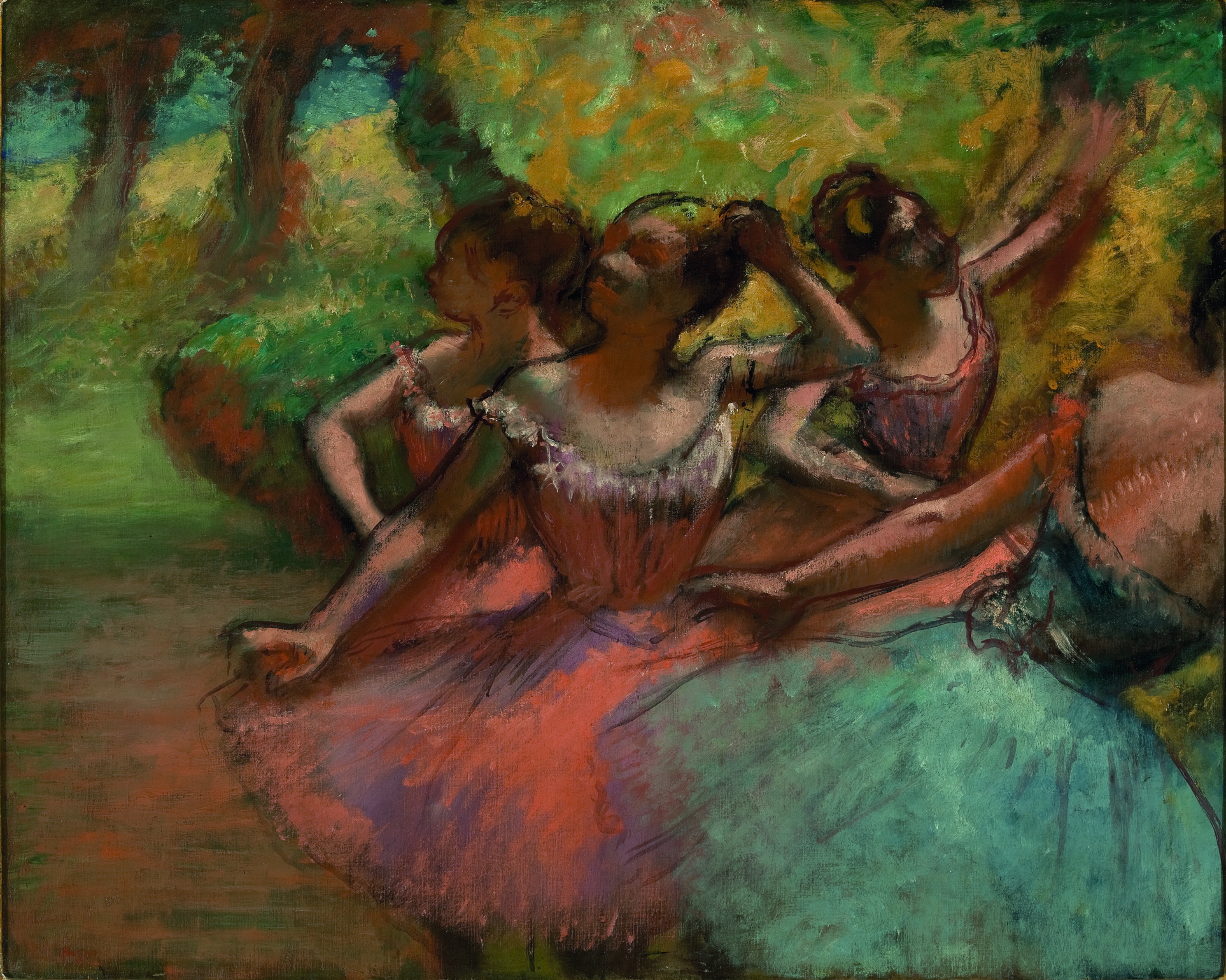
Edgar Degas (1834-1917), Cztery tancerki na scenie (1885/90)
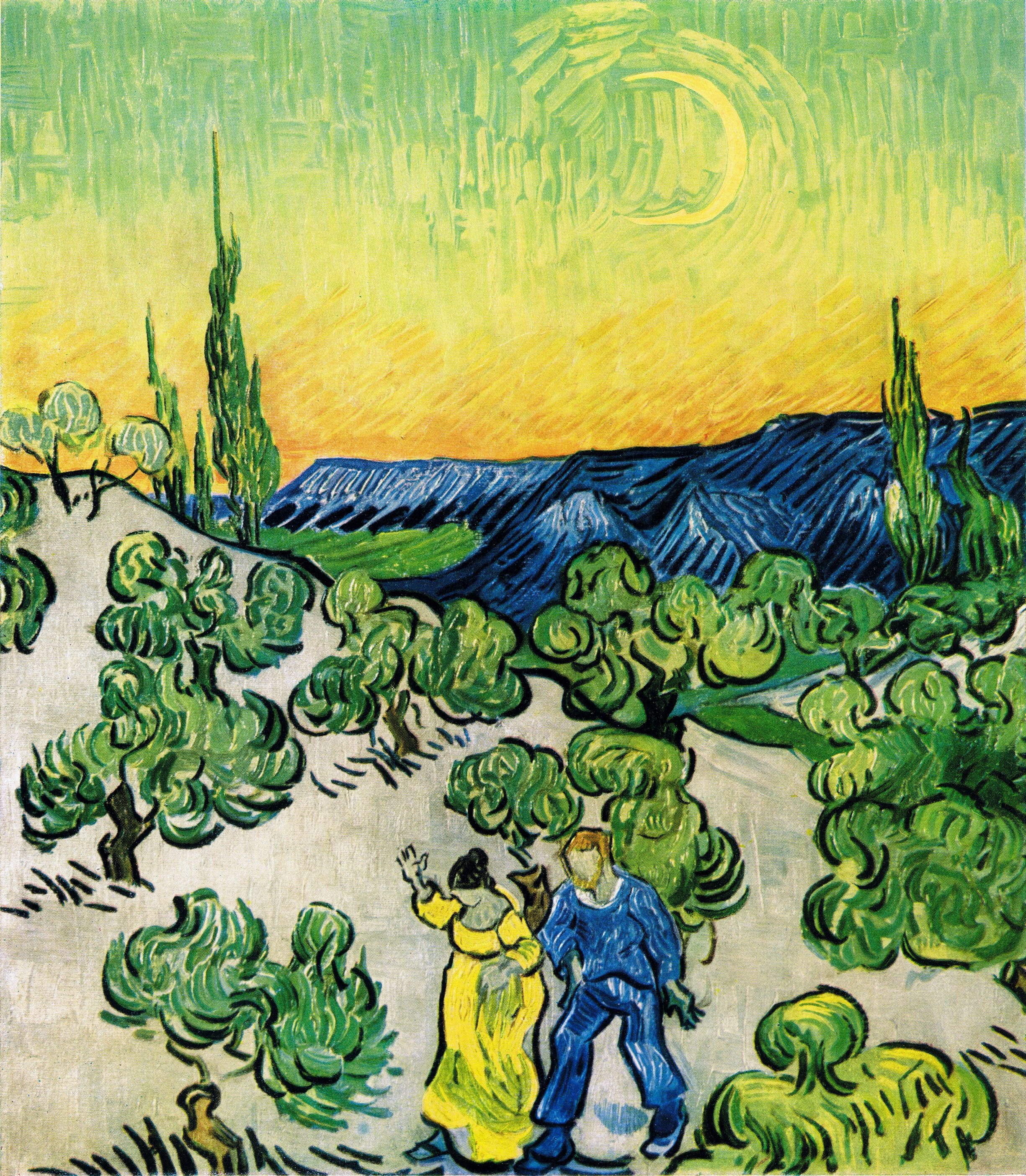
Vincent van Gogh (1853-1890), Pejzaż z przechadzającą się parą i półksiężycem (1890)
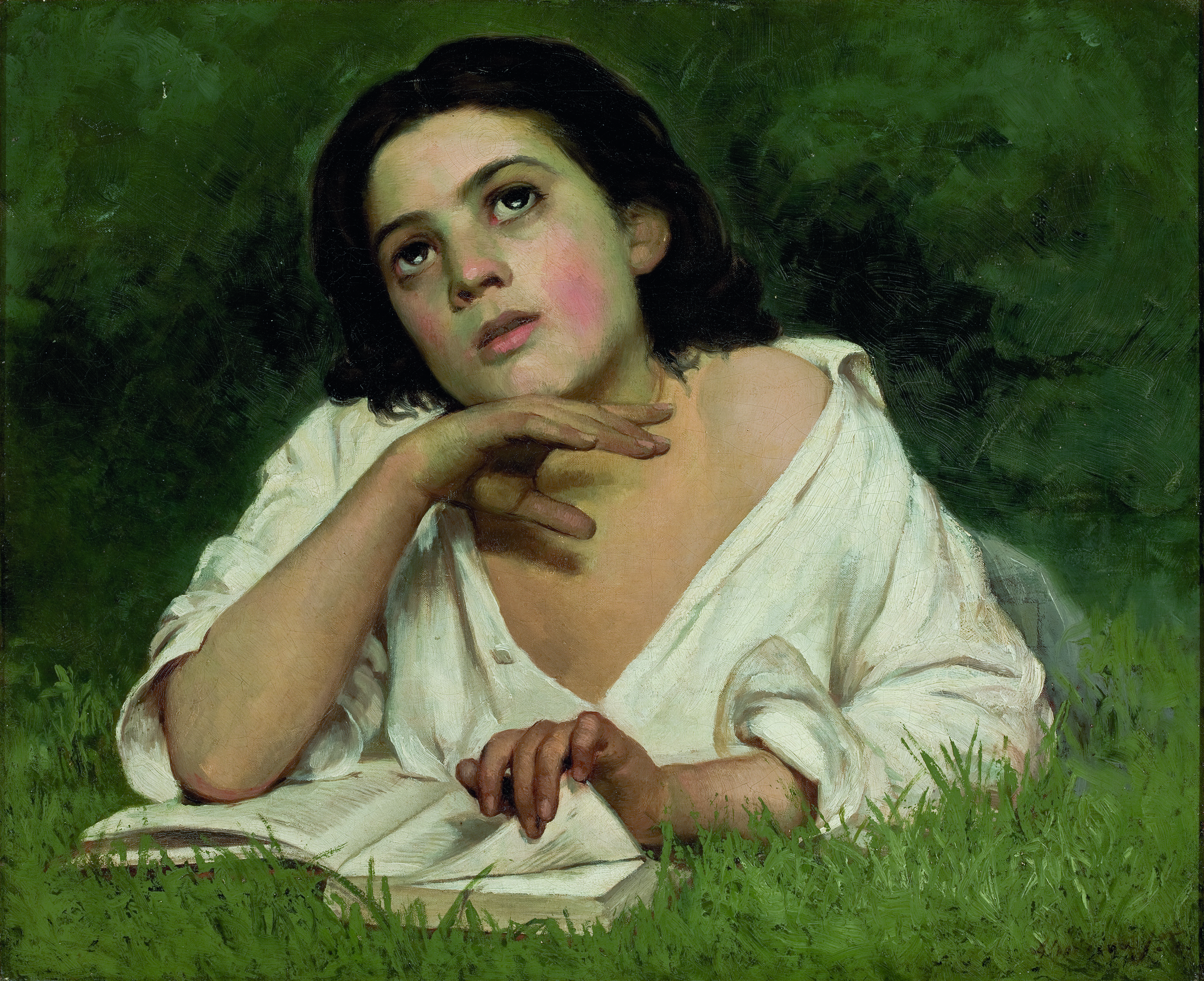
Almeida Júnior (1850-1899), Dziewczyna z książką (?)